# SN 1990ad
SN 1990ad – supernowa typu II odkryta 9 października 1990 roku w galaktyce A224238+0118. W momencie odkrycia miała maksymalną jasność 19,50m.